# رودريك باركلي
رودريك باركلي (بالإنجليزية: Roderick Barclay)‏ هو دبلوماسي ومصرفي وسياسي بريطاني (وحمل سابقاً جنسية المملكة المتحدة لبريطانيا العظمى وأيرلندا)، ولد في 2 فبراير 1909 بكوبه في اليابان، وتوفي في 24 أكتوبر 1996. انتخب Principal Private Secretary to the Secretary of State for Foreign and Commonwealth Affairs ‏ (1949 – 1951) وانتخب سفير المملكة المتحدة لدى بلجيكا (1963 – 1969) وانتخب سفير المملكة المتحدة لدى الدنمارك (1956 – 1960).